# Дубичанское
Дубичанское (укр. Дубичанське) — село в Торчинской поселковой общине Луцкого района Волынской области Украины.
Код КОАТУУ — 0722886202. Население по переписи 2001 года составляет 89 человек. Почтовый индекс — 45614. Телефонный код — 332. Занимает площадь 0,35 км².

## История
В 1946 году указом ПВС УССР хутор Лес-Куля переименован в Дубичанский.